# 斜唇鲻属
斜唇鲻属，為輻鰭魚綱鯔形目鯔科的其中一属。

## 下属物种
- 查氏鯔（Neomyxus chaptalii）
- 斜唇鯔（Neomyxus leuciscus）：又稱史氏斜唇鯔。

## 擴展閱讀
維基物種上的相關：斜唇鲻属